# Аквапорини

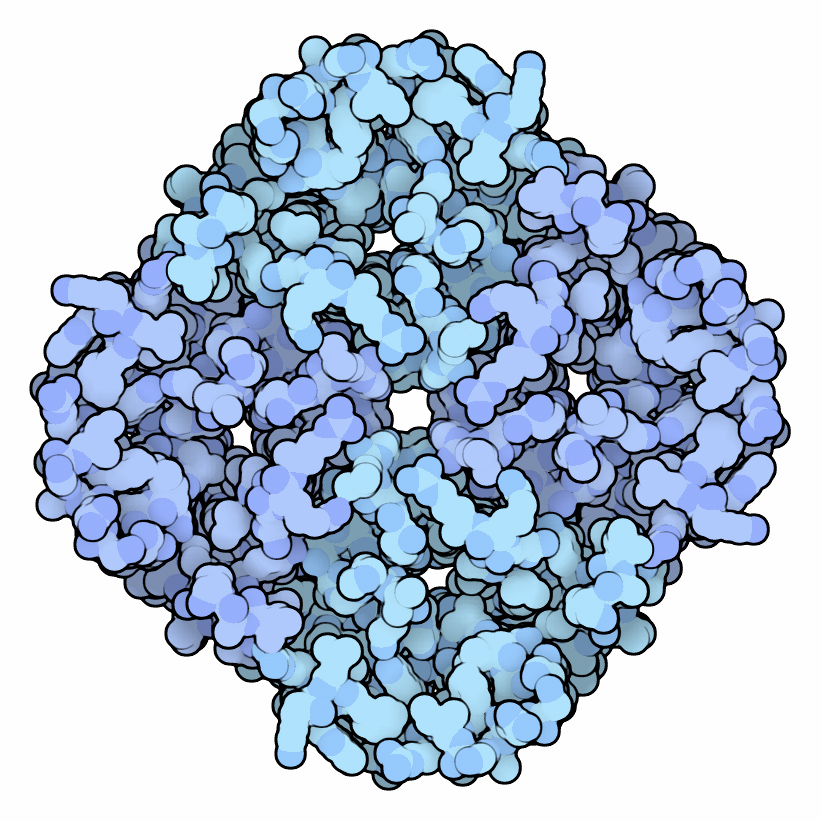
Рисунок 1. Ілюстрація молекули аквапорину.

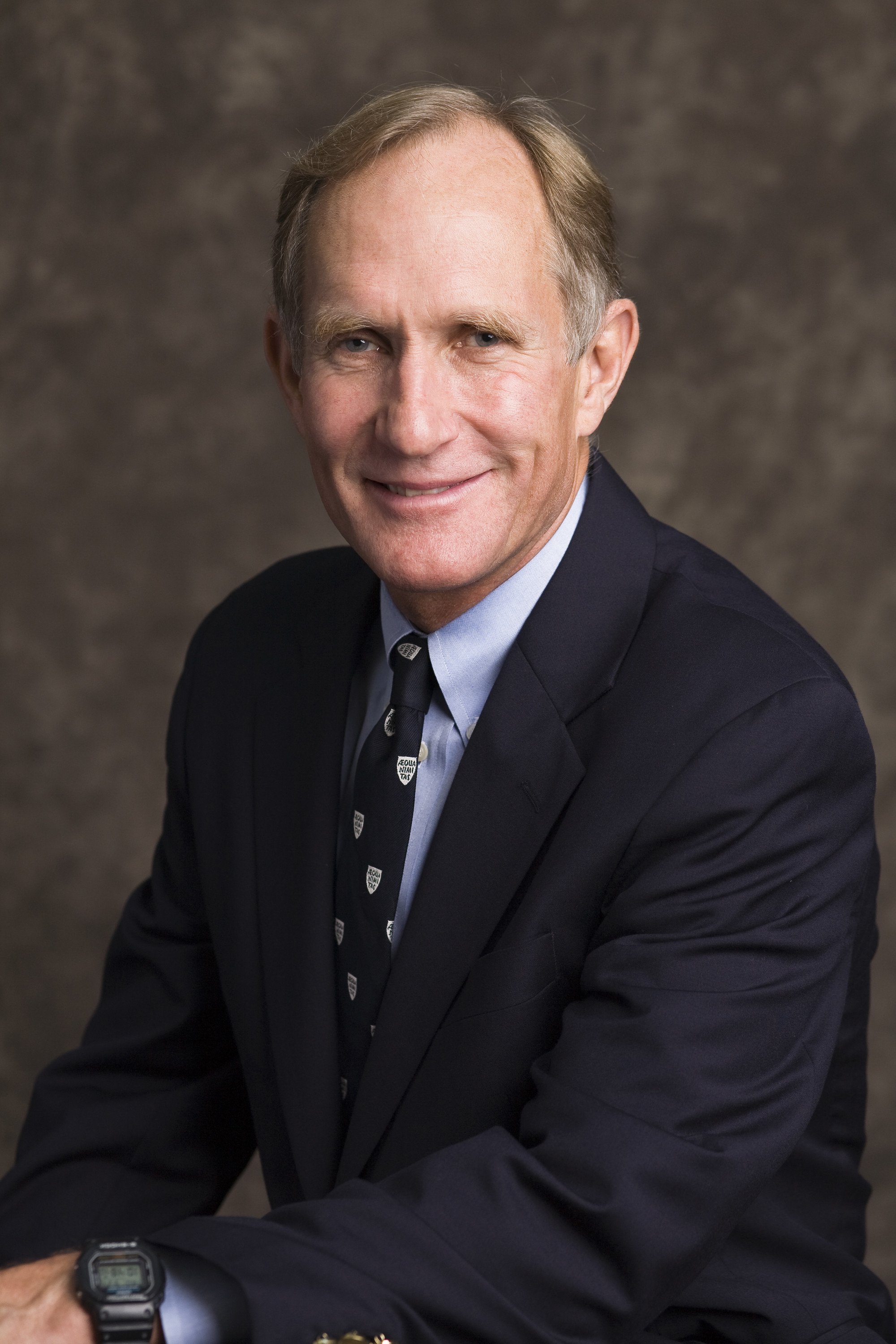

Аквапорини (англ. Aquaporins (AQP)) — це сімейство інтегральних мембранних білків. Забезпечують гідрофільні трансмембранні канали для швидкого руху молекул води через усі плазматичні мембрани. Аквапорини зустрічаються в усіх організмах, кодуються численними генами аквапоринів, які кодують подібні, але не ідентичні білки. У ссавців відомо 11 видів аквапоринів, кожен з яких має певне розташування та функції (Табл. 1).

## Історія[3]
В 1992 році Пітер Агре з Університету Джона Хопкінса повідомив про перший аквапорин — «аквапорин-1» (спочатку відомий як CHIP 28). У 1999 році разом з іншими дослідницькими групами Агре повідомив про перші зображення тривимірної структури аквапорину з високою роздільною здатністю, а саме аквапорину-1. Подальші дослідження з використанням суперкомп’ютерного моделювання визначили шлях води під час її руху через канал і продемонстрували, як пори можуть пропускати воду без проходження невеликих розчинених речовин. Піонерські дослідження та подальше відкриття водних каналів Агре та його колегами принесли Агре Нобелівську премію з хімії в 2003 році. Агре сказав, що він відкрив аквапорини «через інтуїцію». Він вивчав резус-антигени групи крові та виділив молекулу резус-фактора, але друга молекула розміром 28 кілодальтон (тому іноді називають 28K) постійно з’являлася. Спочатку вони подумали, що це фрагмент молекули Rh-фактор або забруднення, але виявилося, що це новий вид молекули з невідомою функцією. Він був присутній у таких структурах, як ниркові канальці та еритроцити, і пов’язаний з білками різного походження, такими як мозок плодової мушки, бактерії, кришталик ока та рослинна тканина.
Проте перша доповідь про опосередкований білком транспорт води через мембрани була написана Георге Бенгою та іншими в 1986 році, до першої публікації Агре на цю тему. Це призвело до суперечки про те, що робота Бенги не була належним чином визнана ні Агре, ні Нобелівським комітетом.

## Характеристика

Рисунок 2. Будова AQP1. Аквапорин є тетрамером з ідентичних субодиниць, кожна з яких має трансмембранну пору. (a) Мономер бичачого аквапорину в площині мембрани. Спіралі утворюють центральну пору (жовту), через яку проходить вода (червона). (b) Це вигляд зблизька, пора звужується в His180 до діаметра 2,8 Å, обмежуючи проходження молекул, більших за H_{2}O. Позитивний заряд Arg195 відштовхує катіони, включаючи H_{3}O^{+}, перешкоджаючи їх проходженню через пори. Дві короткі спіралі (зелені) містять послідовності Asn–Pro–Ala (NPA), знайдені у всіх аквапоринах, які утворюють частину водного каналу. Ці спіралі орієнтовані своїми позитивно зарядженими диполями, спрямованими до пори таким чином, щоб змусити молекулу води переорієнтуватися під час проходження крізь неї. Це розриває зв’язані водневими зв’язками ланцюги молекул води, запобігаючи проходженню протонів шляхом «стрибків протонів».

Молекули води протікають через канал AQP1 зі швидкістю приблизно 109 с-1. Низька енергія активації для проходження води через канали аквапорину (ΔG‡ < 15 кДж/моль) свідчить про те, що вода рухається через канали безперервним потоком у напрямку осмотичного градієнта.
Аквапорини не пропускають протони (іони гідронію H3O+), які можуть зруйнувати електрохімічні градієнти мембрани. Така вибірковість завдячує структурі аквапоринів.

## Структура
Структура AQP1 була визначена рентгенівською кристалографією (Рис. 2).
AQP1 складається з 4 однакових мономерів – гомотетрамер (кожний мономер Mr=28 000), кожен з яких утворює трансмембранну пору з діаметром, достатнім для проходження молекул води. Кожен мономер має 6 трансмембранних спіральних сегментів і дві коротші спіралі, обидві з яких містять послідовність Асн–Про–Ала (NPA). Шість трансмембранних спіралей утворюють пори через мономер, а дві короткі петлі, що містять послідовності NPA, простягаються до середини бішару з протилежних сторін. Їхні ділянки NPA перетинаються в середині мембрани, утворюючи частину специфічного фільтра, який пропускає лише воду.
Водний канал звужується до діаметра 2,8 Å поблизу центру мембрани, сильно обмежуючи розмір молекул, які можуть проходити крізь нього. Позитивний заряд висококонсервативного залишку аргініну (Arg), який вистилає канал кожного мономеру AQP1, як правило, неполярний, але карбонільні оксигени в скелеті пептиду, виступаючи у вузьку частину каналу через певні проміжки часу, можуть утворювати водневі зв’язки з окремими молекулами води під час їх проходження. Два залишки Аспаргіну (Asn76 і Asn192) у петлях NPA також утворюють водневі зв’язки з водою. Структура каналу не дозволяє утворити щільний ланцюжок молекул води достатньо близько, щоб забезпечити «стрибок» протонів (Рис. 3), який би ефективно переміщував протони через мембрану. Критичні залишки аргініну (Arg) і гістидину (His), а також електричні диполі, утворені короткими спіралями петель NPA, забезпечують позитивні заряди в положеннях, які відштовхують будь-які протони, які можуть просочитися через пори, і запобігають утворенню водневих зв’язків між сусідніми молекулами води. 
Відомо, що аквапорин, виділений зі шпинату, є «закритим». Аквапорини відкриті, коли 2 критичних залишки серину (Ser) біля внутрішньоклітинного кінця каналу фосфорилюються, і закритий, коли вони дефосфорилюються. Як відкриті, так і закриті структури були визначені кристалографією. Фосфорилювання сприяє конформації, яка притискає 2 сусідні залишки лейцину (Leu) та залишок гістидину (His) у каналі, блокуючи рух води та фактично закриваючи канал. Інші аквапорини регулюються іншими способами, що дозволяє швидко змінювати проникність мембрани для води. 
Хоча загалом аквапорини дуже специфічні для води, деякі також пропускають гліцерин або сечовину з високою швидкістю (Табл. 1). Ці AQP вважаються важливими в метаболізмі гліцерину. Наприклад, AQP7, що міститься в плазматичних мембранах адипоцитів (жирових клітин), ефективно транспортує гліцерин. Мабуть, такий транспорт гліцерину необхідний для синтезу триацилгліцеролів та для його експорту при їх розпаді. У мишей з дефектним AQP7 розвивається ожиріння та інсулінонезалежний діабет.

## Різноманіття
| Аквапорин | Проникність молекул                              | Розташування у тканинах                                              | Первинний субклітинний розподіл                             |
| AQP0      | Вода (низька)                                    | Кришталик                                                            | Плазматична мембрана                                        |
| AQP1      | Вода (висока)                                    | Еритроцити, нирки, легені, ендотелій судин, мозок, око               | Плазматична мембрана                                        |
| AQP2      | Вода (висока)                                    | Нирка, сім'явивідна протока                                          | Апікальна плазматична мембрана, внутрішньоклітинні везикули |
| AQP3      | Вода (висока), гліцерол (висока), сеча (помірна) | Нирки, шкіра, легені, око, товста кишка                              | Базолатеральна плазматична мембрана                         |
| AQP4      | Вода (висока)                                    | Мозок, м’язи, нирки, легені, шлунок, тонка кишка                     | Базолатеральна плазматична мембрана                         |
| AQP5      | Вода (висока)                                    | Слинні залози, слізні залози, потові залози, легені, рогівка         | Апікальна плазматична мембрана                              |
| AQP6      | Вода (низька), аніони NO3- > Cl-)                | Нирки                                                                | Внутрішньоклітинні везикули                                 |
| AQP7      | Вода (висока), гліцерол (висока), сеча (висока)  | Жирова тканина, нирки, яєчко                                         | Плазматична мембрана                                        |
| AQP8      | Вода (висока)                                    | Яєчко, нирки, печінка, підшлункова залоза, тонка кишка, товста кишка | Плазматична мембрана, внутрішньоклітинні везикули           |
| AQP9      | Вода (низька), гліцерол (висока), сеча (висока)  | Печінка, лейкоцити, мозок, яєчко                                     | Плазматична мембрана                                        |
| AQP10     | Вода (низька), гліцерол (висока), сеча (висока)  | Тонка кишка                                                          | Внутрішньоклітинні везикули                                 |

## Біохімія
Зменшення або збільшення позаклітинного осмотичного тиску спричиняє швидкому набряку або зменшенню еритроцитів під час проходження крові через мозкову речовину нирок, тому вони мають високу щільність аквапорину в плазматичній мембрані (2 105 копій AQP1 на клітину).
Залози зовнішньої секреції, які виробляють піт, слину та сльози, виділяють воду саме через аквапорини.
7 різних аквапоринів відіграють роль в утворенні сечі та утриманні води в нефроні (функціональна одиниця нирки). Кожен нирковий AQP має певне розташування в нефроні, специфічні властивості та регуляторні особливості. Наприклад, AQP2 в епітеліальних клітинах збірної протоки нирок регулюються вазопресином (антидіуретичний гормон): коли рівень вазопресину високий, то більше води реабсорбується з протоки в тканини нирки. Мутантні миші без гена AQP2 мають більший діурез (поліурія) і більш розведену сечу, в результаті чого проксимальний каналець стає менш проникним для води.

## Захворювання

Рисунок 4. Регуляція інсуліном транспорту глюкози в міоцитах за допомогою GLUT4.

Відомо, що у людей генетично дефектні аквапорини викликають різноманітні захворювання, включаючи відносно рідкісну форму діабету, яка супроводжується поліурією. 
Водопроникність епітеліальних клітин, що вистилають ниркову збірну протоку в нирці, зумовлена наявністю аквапорину (AQP2) у їхніх апікальних плазматичних мембранах (звернених до просвіту протоки). Вазопресин (антидіуретичний гормон) регулює затримку води, мобілізуючи молекули AQP2, що зберігаються в мембранах везикул в епітеліальних клітинах, подібно до того, як інсулін мобілізує GLUT4 у м’язах і жировій тканині. Коли везикули зливаються з плазматичною мембраною епітеліальних клітин, водопроникність значно збільшується, і більше води знову всмоктується зі збірної протоки та повертається в кров. Коли рівень вазопресину падає, AQP2 повторно секвеструється (ізолюється) у везикулах, зменшуючи затримку води. При відносно рідкісному захворюванні людини, нецукровому діабеті, генетичний дефект AQP2 призводить до порушення реабсорбції води нирками. Результатом є виділення великої кількості дуже розведеної сечі. Якщо людина випиває достатньо води, щоб компенсувати втрату з сечею, серйозних медичних наслідків немає, але недостатнє споживання води призводить до зневоднення та дисбалансу електролітів у крові, що може призвести до втоми, головного болю, болю в м’язах або навіть смерті (Рис. 4)